# Дворкіно
Дво́ркіно (рос. Дворкино), до 1947 року — Фріденберг (нім. Friedenberg) — селище в Правдинському районі Калінінградської області Російської Федерації. Входить до складу Правдинського міського поселення.

## Історія
Вперше Фріденберг згадується 1376 року, як лицарський маєток Ганса Траупе, у якому була побудована кірха. Після 1466 року маєток стає власністю родини фон Меркліхенроде, пізніше належало Феліксу фон Дамарау і канцлеру Йогану фон Крейтцену. Як посаг Фріденберг перейшов до родини фон Віттенау, яка володіла маєтком кілька століть.
1735 року у Фріденберзі була відкрита школа, яка пропрацювала до 1945 року.
1910 року у Фріденберзі мешкало 252 людини. На початку XX століття маєток придбав Лотар фон Калькштейн, який побудував тут розкішний панський будинок. 1933 року населення Фріденберга становило 395 осіб, у 1939 році — 383 людини. Останнім власником маєтку, з 1938 по 1945 роки, був Гайнц Беттічер, який перебудував садибу.
У 1947 році Фріденберг було перейменовано в селище Дворкіно.